# 町田統括センター
町田統括センター（まちだとうかつセンター）は、東日本旅客鉄道（JR東日本）横浜支社の駅・運転士・車掌を所管する組織である。
2024年10月1日に町田営業統括センター、湘南・相模統括センターの一部・相模原運輸区を統合して発足。

## 所管

### 駅
- 町田駅 - 所長所在駅
- 新子安駅★
- 東神奈川駅
- 大口駅★
- 菊名駅
- 新横浜駅
- 小机駅
- 鴨居駅★
- 中山駅 ★
- 十日市場駅★
- 長津田駅
- 成瀬駅★
- 町田駅
- 古淵駅★
- 淵野辺駅★
- 矢部駅★
- 相模原駅★
- 橋本駅

★: JR東日本ステーションサービスに業務委託

### 橋本オフィス
- 橋本駅構内に設置（旧相模原運輸区）
- 担当線区（運転士）
  - 横浜線：八王子 - 東神奈川間
  - 京浜東北・根岸線：東神奈川 - 大船間（横浜線直通列車）
- 担当線区（車掌）
  - 横浜線：八王子 - 東神奈川間
  - 京浜東北・根岸線：東神奈川 - 大船間（横浜線直通列車）

## 歴史
- 2023年3月1日 - 町田営業統括センター（町田、東神奈川、菊名、新横浜、小机、長津田各駅の統合）が発足。
- 2024年10月1日 - 町田営業統括センターに、湘南・相模統括センターの一部（橋本駅）、相模原運輸区を統合し町田統括センターが発足。町田営業統括センター、相模原運輸区を廃止する。